# Meyzieu
Meyzieu is een gemeente in de Franse Métropole de Lyon (regio Auvergne-Rhône-Alpes). De gemeente telde 36.437 inwoners op 1 januari 2022. De plaats maakt deel uit van het arrondissement Lyon.

## Geografie
De oppervlakte van Meyzieu bedroeg op 1 januari 2022 23,01 vierkante kilometer; de bevolkingsdichtheid was toen 1.583,5 inwoners per km².
Het meer Grand Large ligt deels in de gemeente en het Canal de Jonage loopt door de gemeente.
De onderstaande kaart toont de ligging van Meyzieu met de belangrijkste infrastructuur en aangrenzende gemeenten.

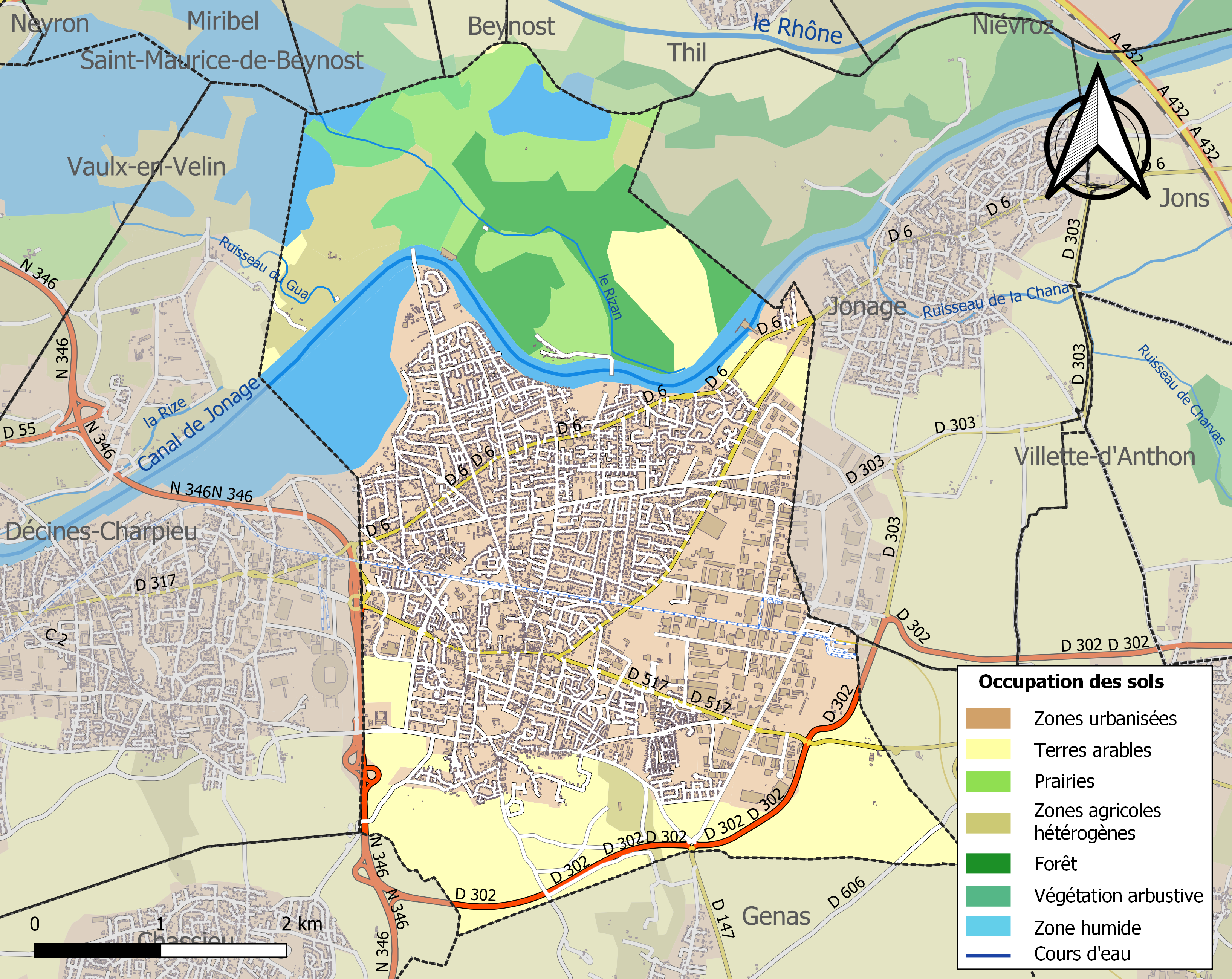

## Demografie
Onderstaande figuur toont het verloop van het inwonertal (bron: INSEE-tellingen).

## Geschiedenis

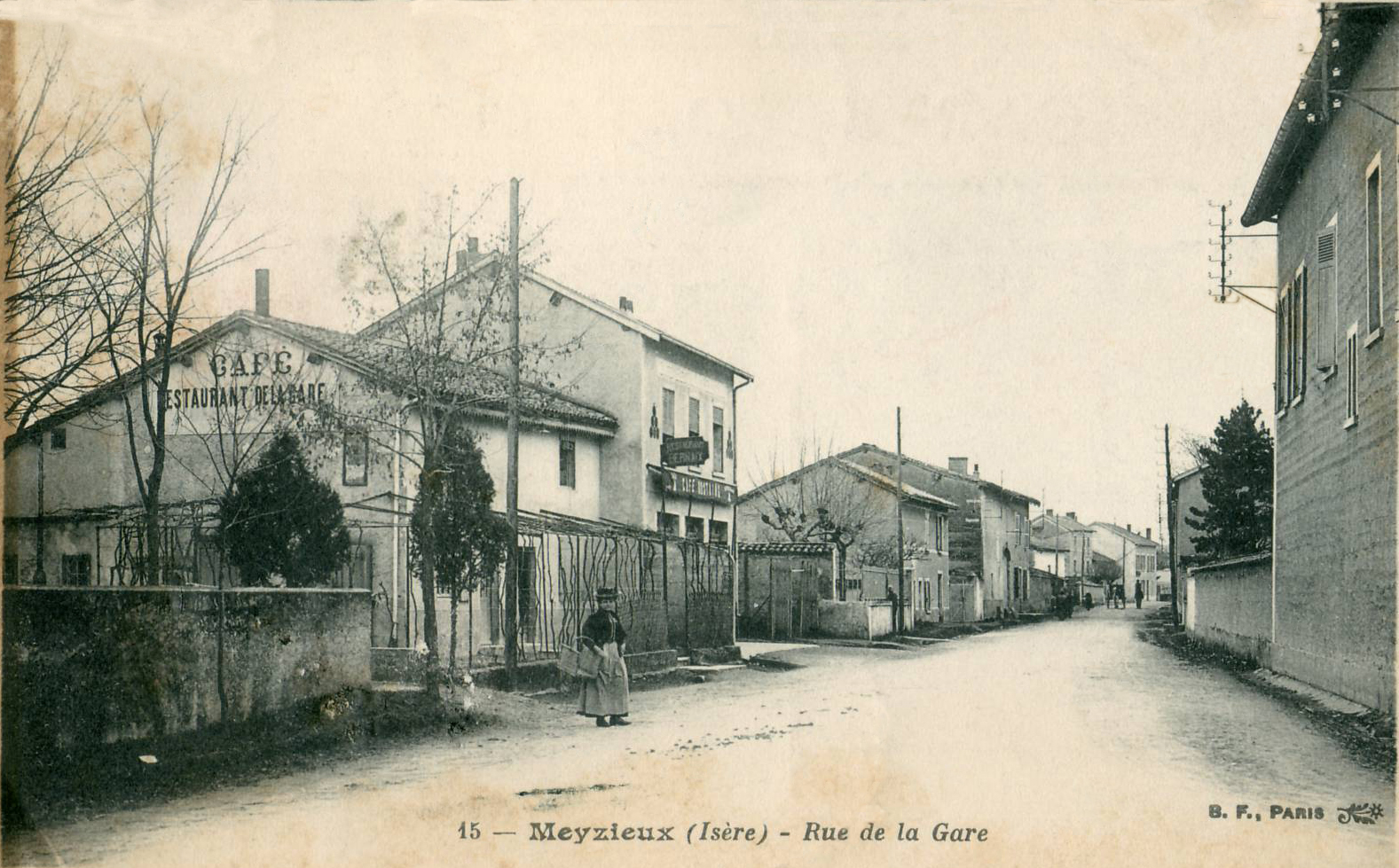
Rue de la Gare voor 1914

De oudste kern van de gemeente is het dorp Bardieu. In de buurt hiervan werd in de 11e eeuw een mottekasteel gebouwd waarrond het dorp Meyzieu ontstond.
In de 18e eeuw was Meyzieu een landbouwdorp waar boekweit, haver en hennep de voornaamste teelten waren. Ook waren er aanplantingen van moerbeien voor de productie van zijde. De laatste heer van Meyzieu, Louis de Leusse, experimenteerde met de aardappelteelt. Zijn kasteel werd na de Franse Revolutie geplunderd en hijzelf stierf in 1793 in Lyon onder de guillotine. Aan het einde van de 18e eeuw was de Pont Morand gebouwd, een brug die het transport naar Lyon vergemakkelijkte. In 1895 werd het Canal de Jonage geopend en in 1910 kwam er een tramlijn naar Lyon. Toch bleef Meyzieu tot het interbellum een landelijke gemeente. Toen vestigde zich industrie in de gemeente, met name chemische industrie.
Vanaf de jaren 1960 volgde een sterke bevolkingsgroei. Zo streken veel pieds-noirs neer in Meyzieu. De gemeente werd een voorstad van Lyon al bleef de hoogbouw beperkt. In 2006 kreeg de gemeente opnieuw een tramverbinding met Lyon en in 2010 volgde de Rhônexpress.

## Bezienswaardigheden
- Kasteel van Meyzieu. Het kasteel kende verschillende eigenaars na de Franse Revolutie. Het diende onder andere als rusthuis. In 1950 stortte de laatste toren van het kasteel in tijdens een storm.
- Fort van Meyzieu (1893)

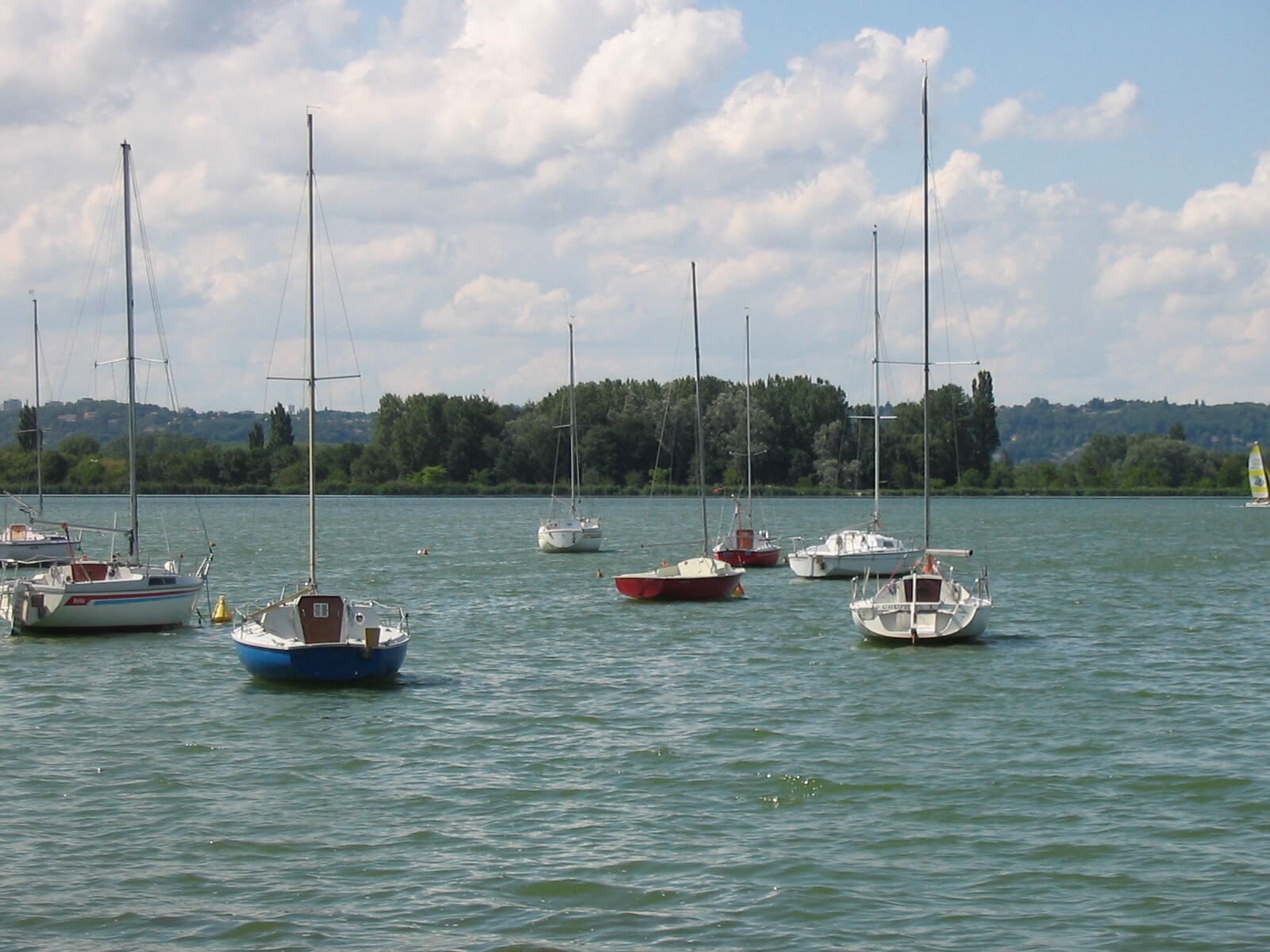
Grand Large
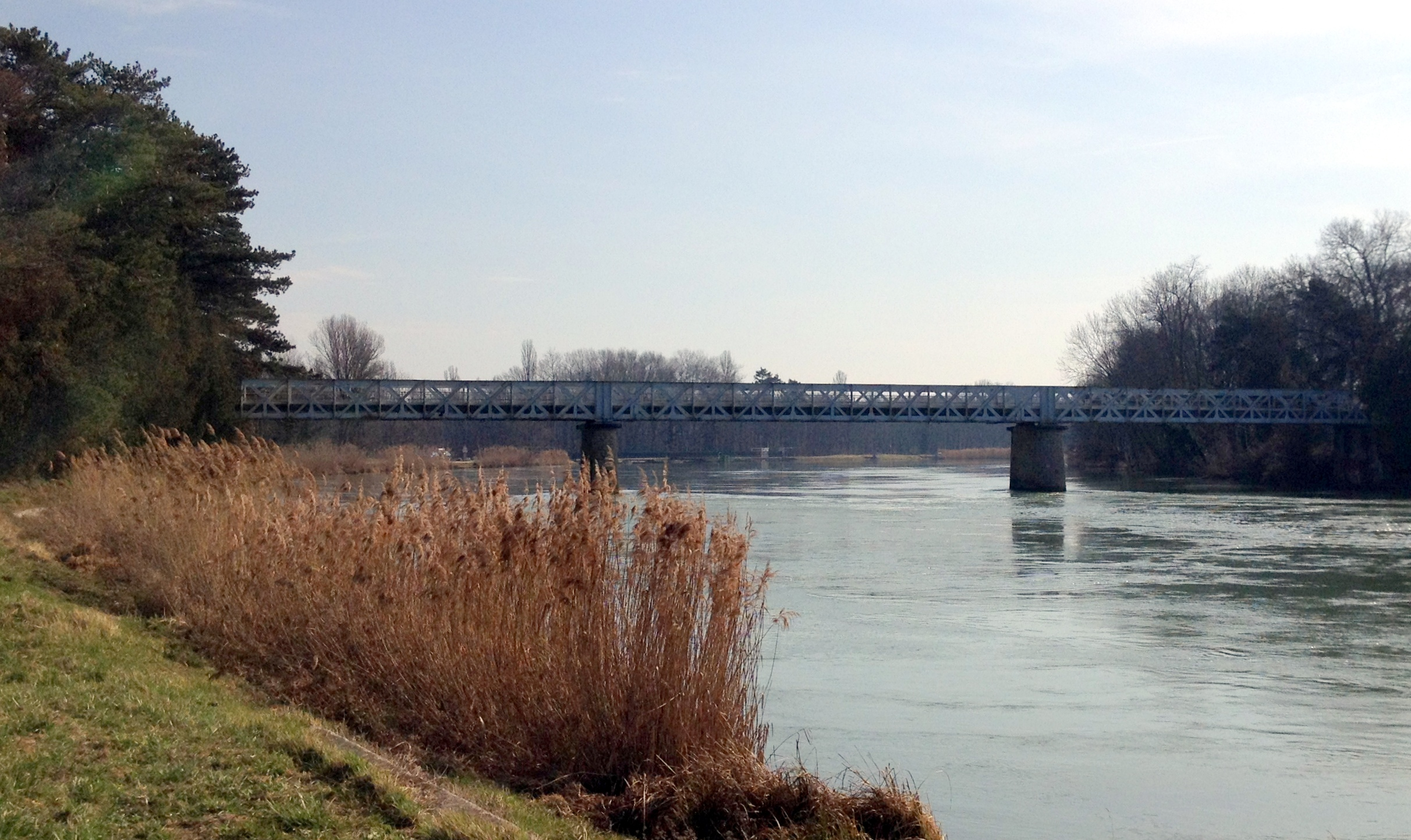
Pont d'Herbens over het Canal de Jonage
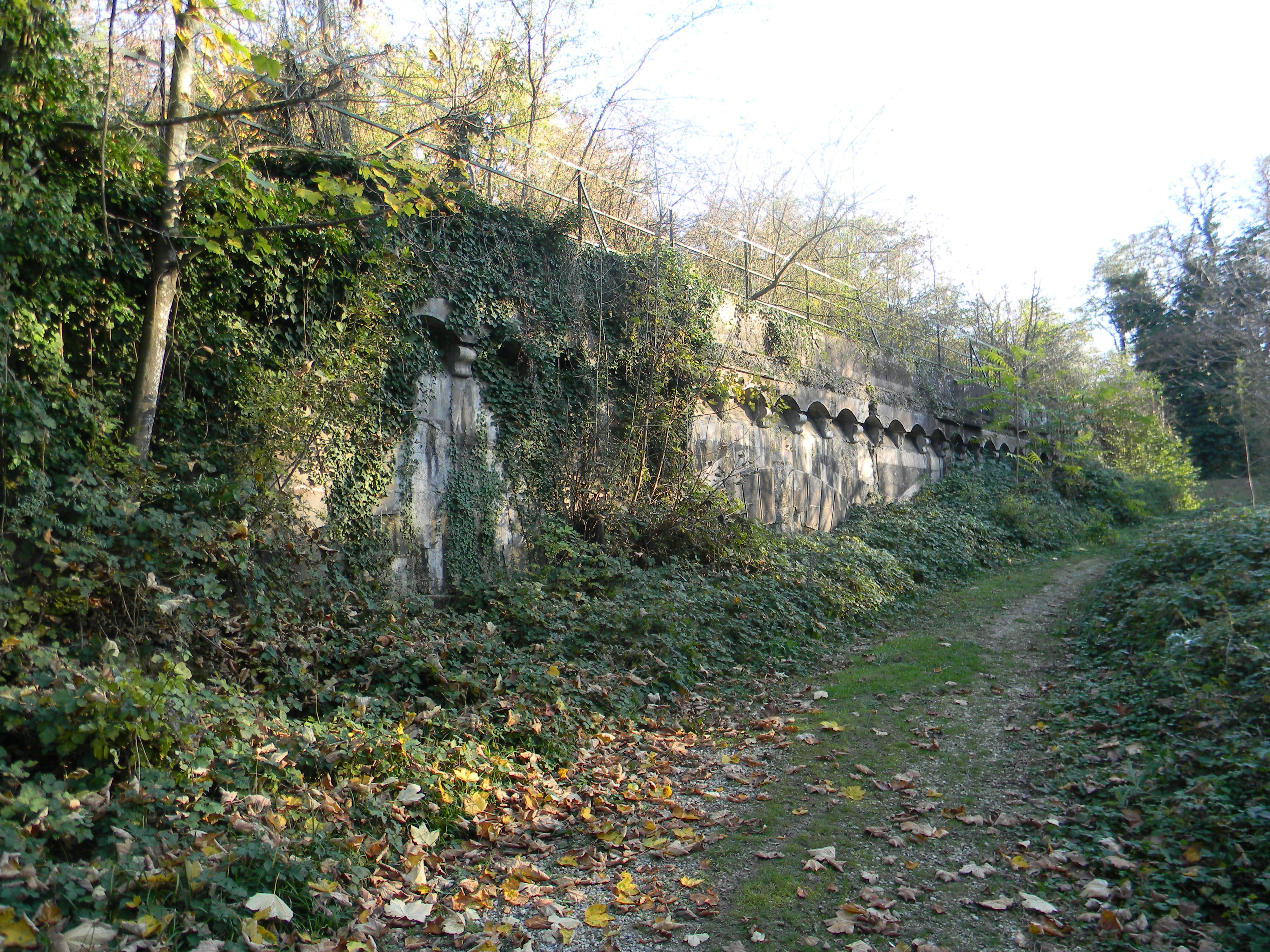
Fort van Meyzieu
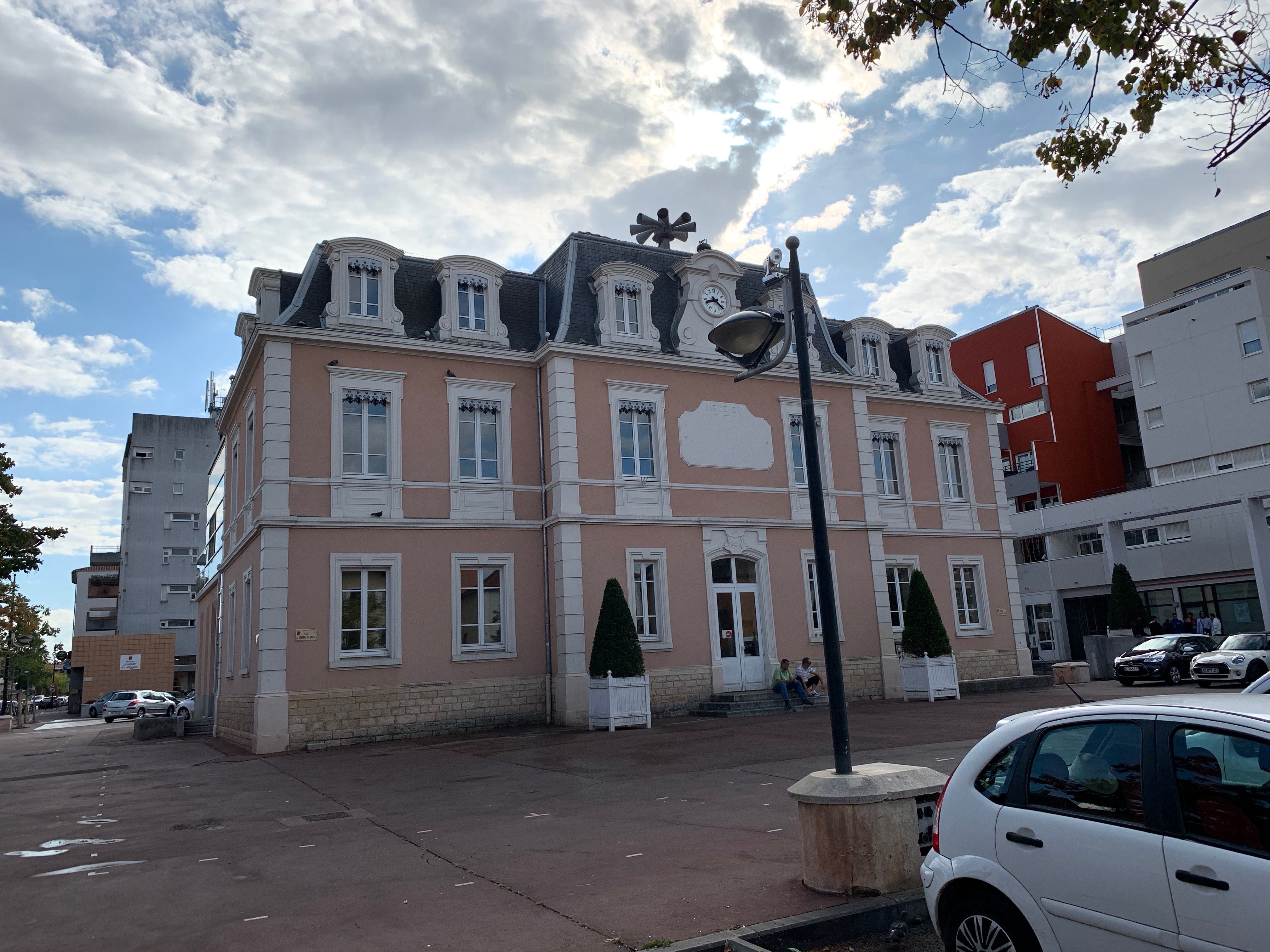
Voormalig gemeentehuis
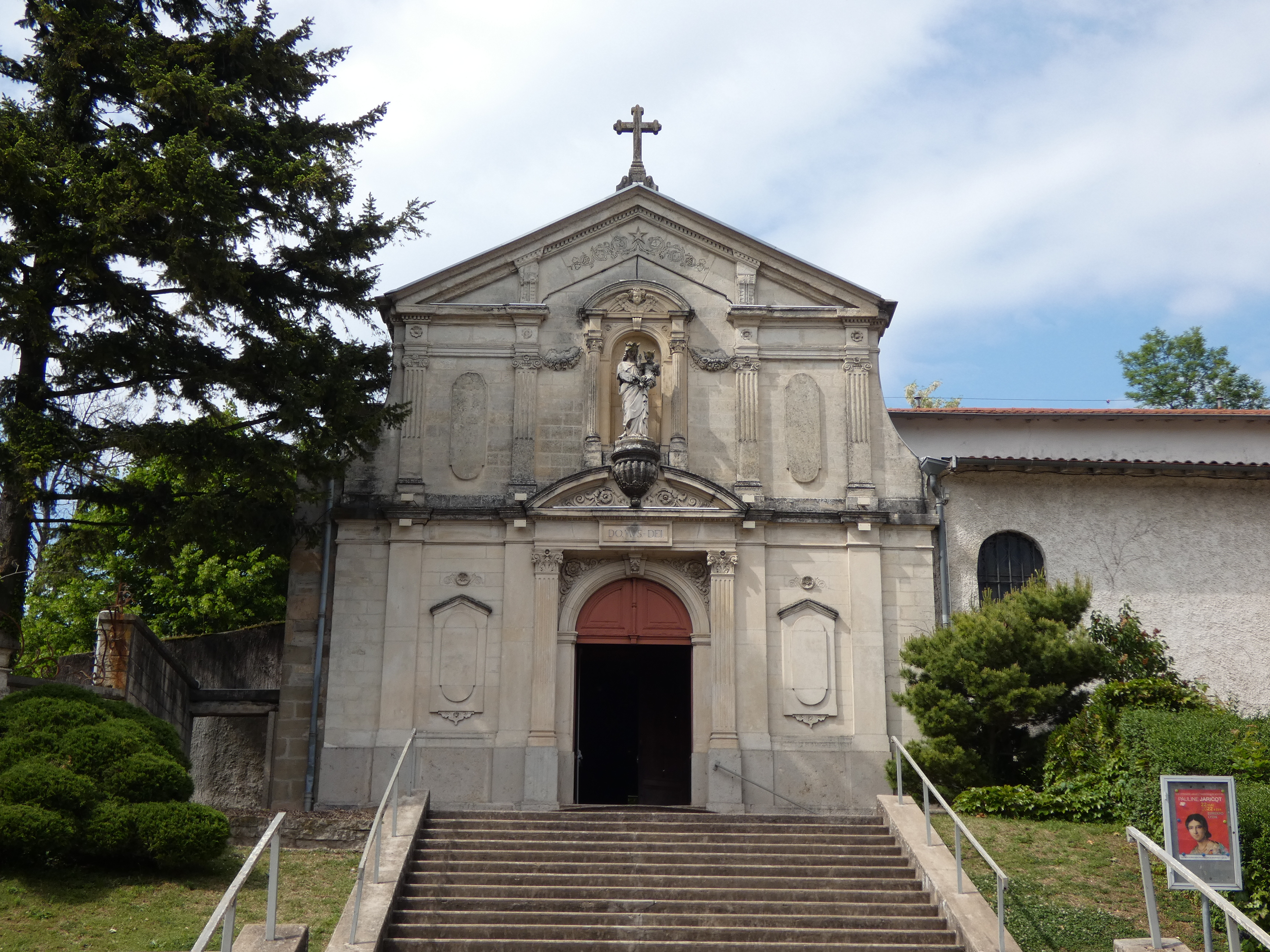
Kerk Saint-Sébastien

## Verkeer en vervoer
Lijn 3 van de tram van Lyon loopt door de gemeente. Ook is er via de Rhônexpress een spoorverbinding met de luchthaven Lyon-Saint-Exupéry.
Albigny-sur-Saône · Bron · Cailloux-sur-Fontaines · Caluire-et-Cuire · Champagne-au-Mont-d'Or · Charbonnières-les-Bains · Charly · Chassieu · Collonges-au-Mont-d'Or · Corbas · Couzon-au-Mont-d'Or · Craponne · Curis-au-Mont-d'Or · Dardilly · Décines-Charpieu · Écully · Feyzin · Fleurieu-sur-Saône · Fontaines-Saint-Martin · Fontaines-sur-Saône · Francheville · Genay · Givors · Grigny · Irigny · Jonage · Limonest · Lissieu · Lyon · Marcy-l'Étoile · Meyzieu · Mions · Montanay · La Mulatière · Neuville-sur-Saône · Oullins-Pierre-Bénite · Poleymieux-au-Mont-d'Or · Quincieux · Rillieux-la-Pape · Rochetaillée-sur-Saône · Saint-Cyr-au-Mont-d'Or · Saint-Didier-au-Mont-d'Or · Sainte-Foy-lès-Lyon · Saint-Fons · Saint-Genis-Laval · Saint-Genis-les-Ollières · Saint-Germain-au-Mont-d'Or · Saint-Priest · Saint-Romain-au-Mont-d'Or  · Sathonay-Camp · Sathonay-Village · Solaize · Tassin-la-Demi-Lune · La Tour-de-Salvagny · Vaulx-en-Velin · Vénissieux · Vernaison · Villeurbanne